# فرناندو ویولا
فرناندو ویولا (انگلیسی: Fernando Viola; ۱۴ مارس ۱۹۵۱ – ۵ فوریهٔ ۲۰۰۱) بازیکن فوتبال اهل ایتالیا بود.
از باشگاه‌هایی که در آن بازی کرده‌است می‌توان به باشگاه ورزشی لاتزیو، باشگاه فوتبال یوونتوس، باشگاه فوتبال بولونیا، باشگاه فوتبال کالیاری، و باشگاه فوتبال جنوآ اشاره کرد.